# Советская улица (Всеволожск)
Сове́тская у́лица — улица в городе Всеволожске, Ленинградской области.

## Описание
Одна из самых длинных улиц в городе. Начинается в микрорайоне Бернгардовка от примыкания к Христиновскому проспекту, заканчивается в микрорайоне Всеволожск примыканием к Заводской улице. В средней части поворачивает под углом 120°. Пересекаемые улицы:
- Почтовая
- Школьная
- Культуры
- Пироговская
- Плоткина (примыкает с левой стороны, под углом 30°)[2]
- Александровская
- Преображенского.

## История
Первоначальное название улицы — Талызинская.
Второй по старшинству брат основателя города Всеволожска — Павла Александровича Всеволожского — Всеволод Александрович Всеволожский (14.12.1822—03.03.1888) был женат на правнучке полководца А. В. Суворова, Лидии Александровне Талызиной (02.06.1833–29.04.1891). После её смерти в дачном посёлке Всеволожский, строительство которого было начато в 1895 году, одна из улиц в её честь была названа Талызинской. Названия новопроложенных улиц дачного посёлка Всеволожский, и в том числе Талызинская, впервые были официально зафиксированы в 1909 году, в картографических приложениях к документам на продажу дачных участков.
Согласно одной из версий, в 1921 году у моста через Лубью на Талызинской улице расстреляли приговорённых по обвинению в участии в заговоре «Петроградской боевой организации В. Н. Таганцева», среди которых был поэт Николай Гумилёв.
23 апреля 1954 года было принято решение Всеволожского райисполкома (протокол № 1, пункт № 5) «О переименовании отдельных улиц районного центра в посёлке Всеволожский». Всего сменили названия более двух десятков улиц. Согласно этому решению улица Талызинская была переименована в улицу Советскую. Однако на практике старые названия улиц ещё несколько лет продолжали использоваться в официальных документах Всеволожского райисполкома и только после замены в посёлке в 1958—1959 годах всех номерных знаков и уличных указателей стали использоваться новые названия.
В конце 1980-х близ моста в створе улицы Советской, на правом берегу реки Лубьи был установлен камень, а затем крест-кенотаф, около которого ежегодно проводятся литературно-поэтические встречи «День памяти поэта Николая Гумилёва».

## Фото
- Л. А. Талызина. 
Фото 1860-х годов
- Советская улица. Мост через Лубью. 2010 год
- Одно из предполагаемых мест гибели Н. С. Гумилёва
- Квартал «Пятилетка» на улице Советской. 2024 год